# Emmy Hennings
Emmy Hennings (Flensburg, 17 de janeiro de 1885 - Sorengo-Lugano, 10 de agosto de 1948)  foi uma escritora (poeta e romancista) e performer alemã associada ao Movimento Dada em Zurique, participante do grupo original do Cabaret Voltaire.

## Informação biográfica
Tendo conhecido Hugo Ball enquanto fazia uma apresentação no "Cabaret Simplizissimus" de Munique em 1913, posteriormente tornou-se sua esposa, e foi com este fundadora do clube onde se originou o Dadaísmo e onde foi escrito o seu primeiro manifesto, em 1916. Ambos teriam se inspirado nos cafés-cabaret muito populares na cidade de Munique para criar seu clube em Zurique, quando emigraram para a Suíça fugidos da Primeira Guerra Mundial, sendo Hugo Ball desertor do serviço militar em seu país.
Não tendo sido a contribuição de Hennings ao Dada profundamente analisada à parte da sua relação com Ball, considera-se, no entanto, que a artista teve uma contribuição essencial ao movimento, tendo seu espírito criativo, impulsivo e enigmático (em desacordo com a sua própria cultura materialista) representado uma personificação deste. Artista de cabaret profissional, Emmy Hennings foi, muitas vezes, a estrela do Cabaret Voltaire, concebendo novas obras diariamente.

## Obras Publicadas
- Die letzte Freude. Gedichte (Der jüngste Tag 5). Wolff, Leipzig 1913.
- Gefängnis. Roman. Reiß, Berlin 1919.
- Das Brandmal. Ein Tagebuch. Reiß, Berlin 1920.
- Helle Nacht. Gedichte. Reiß, Berlin 1922.
- Das ewige Lied. Reiß, Berlin 1923.
- Der Gang zur Liebe. Ein Buch von Städten, Kirchen und Heiligen. Kösel & Pustet, München 1926.
- Hugo Ball. Sein Leben in Briefen und Gedichten. Mit einem Vorwort von Hermann Hesse. Fischer, Berlin 1930.
- Hugo Balls Weg zu Gott. Ein Buch der Erinnerung... Kösel & Pustet, München 1931.
- Die Geburt Jesu. Für Kinder erzählt. Glock, Nürnberg 1932.
- Blume und Flamme. Geschichte einer Jugend. Benziger, Einsiedeln/Köln 1938.
- Der Kranz. Gedichte. Benziger, Einsiedeln/Köln 1939.
- Das flüchtige Spiel. Wege und Umwege einer Frau. Benziger, Einsiedeln/Köln 1940.
- Märchen am Kamin. Benziger, Einsiedeln/Köln 1943.
- Das irdische Paradies und andere Legenden. Stocker, Luzern 1945.
- Ruf und Echo.  Mein Leben mit Hugo Ball. Benziger, Einsiedeln/Zürich/Köln 1953.
- Briefe an Hermann Hesse. Hrsg. von Annemarie Schütt-Hennings. Suhrkamp, Frankfurt am Main 1956.
- Geliebtes Tessin. Mit Zeichnungen von Lis Boehner. Die Arche, Zürich 1976. ISBN 3-7160-1554-7.
- Weihnachtsfreude. Erzählungen. Die Arche, Zürich 1976, ISBN 3-7160-1567-9.
- Gefängnis – Das graue Haus – Das Haus im Schatten. Wallstein Verlag, Göttingen 2016. ISBN 978-3-8353-1834-2.
- Das Brandmal – Das ewige Lied. Wallstein Verlag, Göttingen 2017. ISBN 978-3-8353-3040-5.
- Namen wollen Eisenketten. Gedichte und Texte. Calambac Verlag, Saarbrücken 2019. ISBN 978-3-943117-04-2
- Emmy Hennings. Versensporn – Heft für lyrische Reize Nr. 45. Hrsg. von Tom Riebe. Edition POESIE SCHMECKT GUT, Jena 2021, 100 Exemplare.